# Le Tremblay
Le Tremblay korábbi község Franciaország Loire mente régiójában, Maine-et-Loire megyében. 2016. december 15-én kilenc másik korábbi községgel egyesült és Ombrée d’Anjou új község része lett.
Lakosainak száma 373 fő (2018. január 1.). Le Tremblay Combrée, Le Bourg-d’Iré, Challain-la-Potherie, Loiré, Noëllet és Saint-Michel-et-Chanveaux községekkel határos.

## Népesség
A település népességének változása:
| Lakosok száma | 613  | 558  | 492  | 389  | 365  | 349  | 350  | 361  | 370  | 373  |
|               | 1968 | 1975 | 1982 | 1990 | 1999 | 2011 | 2013 | 2015 | 2017 | 2018 |